# Amata handelmazzettii
Amata handelmazzettii là một loài bướm đêm thuộc phân họ Arctiinae, họ Erebidae.